# Fredrika av Baden

Fredrikas brudklänning, 1797-10-31, Livrustkammaren.

Fredrika Dorotea Vilhelmina av Baden, tyska: Friederike Dorothea Wilhelmine von Baden, född 12 mars 1781 i Karlsruhe, död 25 september 1826 i Lausanne, var drottning av Sverige 1797–1809, dotter till Karl Ludvig av Baden och Amalia av Hessen-Darmstadt och gift 1797–1812 med Gustav IV Adolf av Sverige. 

Fredrika, Franz Seraph Stirnbrand, 1824.

## Biografi

### Tidiga år

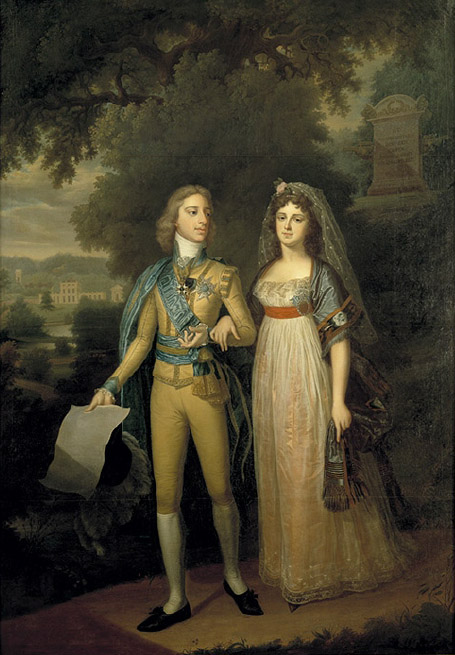
Kung Gustav IV Adolf och drottning Fredrika

De båda gifte sig 1797 då Fredrika var 16 år och hon blev därmed Sveriges drottning. Hon har beskrivits som både vacker och barnslig av folk i sin närhet. I motsats till sin far, Gustav III, var Gustav IV Adolf påtagligt intresserad av erotik inom sitt äktenskap, så pass att riksmarskalken Axel von Fersen i mjuka ordalag försökte be kungen att vara försiktig och som han säger "skona drottningens hälsa". Paret levde ett intimt familjeliv och Fredrika hade förmågan att lugna ned Gustav Adolfs ofta häftiga humör; Hedvig Elisabet Charlotta av Holstein-Gottorp beskriver, hur Fredrika spelade klaver för honom i en eller två timmar då han var på dåligt humör, och att han sedan kände sig bättre – hon ska ha haft musikalisk talang. 
Fredrika blev aldrig riktigt populär bland allmänheten, utan beskrivs som liknöjd för officiella tillställningar och firanden som ordnats till hennes ära. Vid ett tillfälle försökte Fredrika gripa in i politiken. Under kriget med Frankrike lämnade kungen Pommern vid ett tillfälle (1807) och begav sig till Ramlösa; därefter mötte han Fredrika i Varberg. Hon gav honom då ett brev från sin mor, där hennes syster, den ryska kejsarinnan, uppmanade Fredrika att använda sitt inflytande att inte bryta med Frankrike, eftersom det skulle innebära katastrof. Gustav Adolf tog mycket illa upp, eftersom han uppfattade det som att hennes släktingar agerade som agenter för Napoleon, och det orsakade en brytning mellan paret som inte reparerades förrän vid finska krigets utbrott.

### Finska kriget
År 1809 förlorade Sverige Finland efter finska kriget, Gustav IV Adolf ville ta tillbaka Finland, men Sveriges officerare vägrade, och Gustav Adolf arresterades 13 mars 1809. Han avsattes som kung den 10 maj 1809. Fredrika med barnen hölls först i arrest på Haga. Under fångenskapen uppträdde hon värdigt men undergivet och ska för detta ha fått större sympati än någon gång förut av opinionen. Hon besöktes av den nya drottningen Hedvig Elisabet Charlotta, som önskade att få Fredrikas son till tronföljare. Fredrika förklarade sig villig att lämna sonen. Hon hade från början hållits åtskild från maken på råd från Gustaf Lagerbjelke, som misstänkte henne från att försöka arrangera en motkupp  Hon bad att få återförenas med maken, och detta tilläts dock till slut genom Hedvig Elisabet Charlottas ansträngningar
Ett "militärparti" lett av general Vegesack ska ha haft planer på att "bortföra" Fredrika och hennes barn från Gripsholm och utropa henne till regent för sin minderårige son, men hon tackade nej: "Drottningen lade i dagen en ädelhet i känslor, som gör henne förtjänt av en evig ärekrona och höjde henne över den ömkliga jordiska kungligheten. Hon lyssnade icke till de hemliga förslag, som gjordes henne av det parti, som sökte bevara tronföljden åt kronprinsen och ville, att hon skulle stanna i Sverige för att bliva förmyndare under hans minderårighet....hon förklarade bestämt, att hennes plikt såsom maka och mor ålade henne att dela konungens och barnens landsflykt...Det berodde på konungen att avgöra hennes öde, men hennes plats var bestämd, och hon skulle aldrig intaga en tron, där kabaler, intriger och i synnerhet partisplitet väntade henne. Hon förutsåg, att Sverige aldrig skulle få lugn, förrän den nuvarande dynastin avlägsnats, och i följd därav, skulle hon göra allt i världen för att övertala konungen att ej offra sin son åt en olycklig framtid".             
I slutet på året utvisades familjen och sattes i en vagn med adress ut från landet med båt från Karlskrona. Efter att ha stannat till i Köpenhamn och därefter i Frankfurt välkomnades de av Fredrikas mor i Bruchsal och därefter bosatte sig familjen på slottet i Baden där Fredrika vuxit upp. De sade farväl till sitt svenska följe, general Skjöldebrand och baron von Otter, och behöll endast en läkare, en stallmästare och sonens lärare som svenskar vid sitt hov. De erbjöds av Fredrikas farfar att bosätta sig på slottet Mersburg vid Bodensjön, men Gustav Adolf avreste plötsligt, utan förvarning och utan att meddela Fredrika, ensam till Schweiz.  

## Familj
Gustaf Adolf och Fredrika separerade år 1810. Fredrika bosatte sig med barnen på ett annat slott i närheten av Karlsruhe, medan Gustav Adolf bosatte sig i Basel. År 1811 inleddes skilsmässoförhandlingar. Det var Gustav Adolf som ansökte om skilsmässa, medan Fredrika motsatte sig den. Gustav Adolf angav som skäl att han ville skaffa många barn, men inte kungliga sådana, utan att han ville leva ett enkelt religiöst liv med en religiös maka, gärna bland herrnhutarna, och att han föredrog att gifta sig under sin rang för att kunna göra det.  År 1812 skilde sig Fredrika och Gustav Adolf: handlingarna undertecknades slutligen av Fredrika 12 februari. Hon utsåg då sin svåger tsar Alexander I till sin och sina barns förmyndare. Fredrika brevväxlade fram till 1813 med Hedvig Elisabeth Charlotta, som var känd som anhängare till den avsatta familjen, och som hade förtroendet att sköta deras ekonomiska angelägenheter i Sverige. 
Barn:
1. Gustav (1799–1877), prins av Wasa

Fredrikas lila garnityr i empire stil från början av 1800-talet, i guld, glas och onyx. Livrustkammaren.

2. Sofia (1801–1865), farmor till Victoria av Baden, gift med Gustaf V
3. Karl Gustav (1802–1805), storfurste av Finland
4. Amalia (1805–1853)
5. Cecilia (1807–1844)

Fredrika led ett missfall i maj 1800.

## Anfäder
|                               |  |  |  |  |  |  |  |                                          |  |  |  |  |  |  |  |                                                         |  |  |  |  |  |  |  | Arvmarkgreve Friedrich av Baden-Durlach            |
|                               |  |  |  |  |  |  |  |                                          |  |  |  |  |  |  |  |                                                         |  |  |  |  |  |  |  |                                                    |
|                               |  |  |  |  |  |  |  |                                          |  |  |  |  |  |  |  | Storhertig Karl Friedrich av Baden                      |  |  |  |  |  |  |  |                                                    |
|                               |  |  |  |  |  |  |  |                                          |  |  |  |  |  |  |  |                                                         |  |  |  |  |  |  |  |                                                    |
|                               |  |  |  |  |  |  |  |                                          |  |  |  |  |  |  |  |                                                         |  |  |  |  |  |  |  | Prinsessan Charlotte av Nassau-Dietz-Oranien       |
|                               |  |  |  |  |  |  |  |                                          |  |  |  |  |  |  |  |                                                         |  |  |  |  |  |  |  |                                                    |
|                               |  |  |  |  |  |  |  | Arvprins Karl Ludwig av Baden            |  |  |  |  |  |  |  |                                                         |  |  |  |  |  |  |  |                                                    |
|                               |  |  |  |  |  |  |  |                                          |  |  |  |  |  |  |  |                                                         |  |  |  |  |  |  |  |                                                    |
|                               |  |  |  |  |  |  |  |                                          |  |  |  |  |  |  |  |                                                         |  |  |  |  |  |  |  | Lantgreve Ludwig VIII av Hessen-Darmstadt          |
|                               |  |  |  |  |  |  |  |                                          |  |  |  |  |  |  |  |                                                         |  |  |  |  |  |  |  |                                                    |
|                               |  |  |  |  |  |  |  |                                          |  |  |  |  |  |  |  | Lantgrevinnan Luise Caroline av Hessen-Darmstadt        |  |  |  |  |  |  |  |                                                    |
|                               |  |  |  |  |  |  |  |                                          |  |  |  |  |  |  |  |                                                         |  |  |  |  |  |  |  |                                                    |
|                               |  |  |  |  |  |  |  |                                          |  |  |  |  |  |  |  |                                                         |  |  |  |  |  |  |  | Grevinnan Charlotte av Hanau-Lichtenberg           |
|                               |  |  |  |  |  |  |  |                                          |  |  |  |  |  |  |  |                                                         |  |  |  |  |  |  |  |                                                    |
| Drottning Fredrika av Sverige |  |  |  |  |  |  |  |                                          |  |  |  |  |  |  |  |                                                         |  |  |  |  |  |  |  |                                                    |
|                               |  |  |  |  |  |  |  |                                          |  |  |  |  |  |  |  |                                                         |  |  |  |  |  |  |  | Lantgreve Ludwig VIII av Hessen-Darmstadt          |
|                               |  |  |  |  |  |  |  |                                          |  |  |  |  |  |  |  |                                                         |  |  |  |  |  |  |  |                                                    |
|                               |  |  |  |  |  |  |  |                                          |  |  |  |  |  |  |  | Lantgreve Ludwig IX av Hessen-Darmstadt                 |  |  |  |  |  |  |  |                                                    |
|                               |  |  |  |  |  |  |  |                                          |  |  |  |  |  |  |  |                                                         |  |  |  |  |  |  |  |                                                    |
|                               |  |  |  |  |  |  |  |                                          |  |  |  |  |  |  |  |                                                         |  |  |  |  |  |  |  | Grevinnan Charlotte av Hanau-Lichtenberg           |
|                               |  |  |  |  |  |  |  |                                          |  |  |  |  |  |  |  |                                                         |  |  |  |  |  |  |  |                                                    |
|                               |  |  |  |  |  |  |  | Lantgrevinnan Amalia av Hessen-Darmstadt |  |  |  |  |  |  |  |                                                         |  |  |  |  |  |  |  |                                                    |
|                               |  |  |  |  |  |  |  |                                          |  |  |  |  |  |  |  |                                                         |  |  |  |  |  |  |  |                                                    |
|                               |  |  |  |  |  |  |  |                                          |  |  |  |  |  |  |  |                                                         |  |  |  |  |  |  |  | Pfalzgreve Christian III av Birkenfeld-Zweibrücken |
|                               |  |  |  |  |  |  |  |                                          |  |  |  |  |  |  |  |                                                         |  |  |  |  |  |  |  |                                                    |
|                               |  |  |  |  |  |  |  |                                          |  |  |  |  |  |  |  | Pfalzgrevinnan Caroline Luise av Birkenfeld-Zweibrücken |  |  |  |  |  |  |  |                                                    |
|                               |  |  |  |  |  |  |  |                                          |  |  |  |  |  |  |  |                                                         |  |  |  |  |  |  |  |                                                    |
|                               |  |  |  |  |  |  |  |                                          |  |  |  |  |  |  |  |                                                         |  |  |  |  |  |  |  | Grevinnan Caroline av Nassau-Saarbrücken           |
|                               |  |  |  |  |  |  |  |                                          |  |  |  |  |  |  |  |                                                         |  |  |  |  |  |  |  |                                                    |

## Eponymi
Fredrikas namn lever vidare i Sveriges geografi eftersom socknarna Fredrika, Dorotea och Vilhelmina uppkallats efter henne. Denna del av södra Lappland går under den inofficiella benämningen Drottninglandet.